# Coprinites dominicanus
†Coprinites dominicanus — вимерший вид грибів, що належить до монотипового роду  Coprinites.
Рід відомий виключно з ранньоміоценових бурдигальських відкладень бурштину на острові Домінікана. Coprinites — один із чотирьох відомих видів мухоморів, відомих у літописі скам’янілостей, і перший із трьох, описаних із домініканського бурштину. 